# Der Bulle von Tölz: Abenteuer Mallorca
Abenteuer Mallorca ist ein deutscher Fernsehfilm von Wolfgang F. Henschel aus dem Jahr 2009 nach einem Drehbuch von Andreas Föhr und Thomas Letocha. Es ist die 69. und letzte Folge der Krimiserie Der Bulle von Tölz mit Ottfried Fischer als Hauptdarsteller in der Rolle des Hauptkommissars Benno Berghammer. Die Erstausstrahlung erfolgte am 3. Februar 2009 auf ORF 1.

## Handlung
Resi Berghammer betreibt an einem Strand auf Mallorca eine Imbissbude. Als sie einige Einkäufe erledigen will, trifft sie zufällig Katja Flemisch, die Freundin des Tölzer Bauunternehmers Anton Rambold, die auf der Insel ein Restaurantprojekt betreut. Die beiden Frauen werden auf dem Weg zu Rambolds gemieteter Finca gekidnappt und in ein Versteck verschleppt. Die Entführer verlangen von Rambold eine Million Euro Lösegeld und warnen ihn davor, die Polizei einzuschalten.
Zur gleichen Zeit wird in Bad Tölz der Bundestagsabgeordnete Hans Meidenbauer mit einer Schrotflinte angeschossen. Der Politiker vermutet den Umweltaktivisten Jakob Ernst hinter dem Anschlag, da Meidenbauer sich in Berlin für den Bau einer Autobahn durch den Landkreis einsetzt. Doch Ernst hat ein Alibi. Den von Staatsanwalt Dr. Georg Lenz angebotenen Personenschutz lehnt Meidenbauer ab. Sehr zu seinem Missfallen wird Polizeihauptmeister Schmidt dennoch beauftragt, ihn zu beschatten. Daraus ergeben sich Hinweise, dass der Kioskbesitzer Karl „Charly“ Waldmüller Meidenbauer beobachtet hat, worauf der Abgeordnete seine Anzeige zurückzieht. Hauptkommissar Benno Berghammer und Polizeihauptmeister Schmidt finden heraus, dass Meidenbauer eine Affäre mit der Fischerkönigin Emma Waldmüller hatte, worauf dieser den Anschlag als Schuss vor den Bug betrachtet und die Ermittlungen endgültig eingestellt wissen will.
Benno Berghammers Kollegin, Kommissarin Nadine Richter, verbringt gerade ihren Urlaub auf Mallorca und macht sich auf die Suche nach den Entführten. Dabei lernt sie den Bootsbesitzer Enrique kennen, der eine Autopanne vortäuscht, um sich an die Kommissarin heranzumachen. Sie ist wegen des Täuschungsmanövers nicht gerade begeistert, macht sich aber seine Ortskenntnisse zunutze.
Eine heiße Spur führt zu Bernd Pischner, einen ehemaligen Geschäftspartner von Rambold, der seit drei Jahren auf Mallorca lebt und vor einem halben Jahr auf mysteriöse Weise seine Frau verloren hat. Es besteht der Verdacht, dass Pischner sich an Rambold rächen will, weil dieser ihn über den Tisch gezogen hat. Nadine Richter macht sein Anwesen ausfindig und richtet ihm schöne Grüße von Rambold aus. Da Pischner ihr die Tür vor der Nase zuschlägt, dringt sie auf andere Weise ins Haus ein, wird aber entdeckt und flüchtet. Als Pischner mit dem Auto wegfährt, verfolgt sie ihn, fährt aber vor Schreck in den Straßengraben, als Enrique unvermittelt hinten im Wagen auftaucht.
Katja Flemisch und Resi Berghammer versuchen derweil vergeblich, aus ihrem Gefängnis auszubrechen; die Kontaktaufnahme mit einer Passantin scheitert ebenfalls. Frau Berghammer schreibt einen Hilferuf auf ein Tuch und wirft es aus dem vergitterten Fenster. Als auch das keinen Erfolg zeitigt, ermuntert sie ihre Mitgefangene, ihrem Bewacher das Stockholm-Syndrom vorzugaukeln. Katja Flemisch spielt ihre Rolle so überzeugend, dass er sie von den Fesseln befreit. Es gelingt ihr, ihn außer Gefecht zu setzen und zusammen mit Resi Berghammer zu flüchten.
Nadine Richter findet Bernd Pischners Auto an der Küste verlassen vor; laut Handy-Ortung muss der Besitzer sich aber in der Nähe aufhalten. Sie findet das Tuch, das Resi Berghammer aus dem Fenster geworfen hat, und geht weiter zum Strand, wo sie Herrn Pischner mit seiner quicklebendigen Frau antrifft – der Segelunfall und ihr Verschwinden waren nur vorgetäuscht. Pischners wollen einen Deal mit der Staatsanwaltschaft aushandeln, doch Dr. Lenz sagt ihnen wegen der Vielzahl an Delikten lediglich zu, ihre Kooperationsbereitschaft möglicherweise zu berücksichtigen. So erhält Kommissarin Richter von Frau Pischner die Auskunft, dass sie jemanden hat rufen hören, als sie sich in der Nähe bei einem Bootshaus aufgehalten hat. Sie hat aber nicht reagiert, aus Angst, sie könnte entdeckt werden.
Inzwischen hat sich der überrumpelte Entführer aufgerappelt und mit seinem Komplizen die Verfolgung der Entlaufenen aufgenommen. Gerade als sie ihrer habhaft werden, kommt Nadine Richter hinzu und überwältigt die Entführer. Einer von ihnen ist Enrique, der sich nur an sie herangemacht hat, um festzustellen, ob sie ihnen auf der Spur ist; der andere heißt Pablo und ist als Bauarbeiter beschäftigt.
Anton Rambold ist hocherfreut: Seine Lebensgefährtin ist ohne Lösegeldzahlung wieder frei; er hätte andernfalls einen Fonds mit hohen Verlusten auflösen müssen.
Benno Berghammer hat bis zur Lösung des Entführungsfalls bei Rambold übernachtet und geht am nächsten Tag wieder in die Pension zurück. Zu seinem großen Erstaunen trifft er dort seine Mutter an. Sie hat genug von Mallorca; für ihre Imbissbude hat sie einen Pächter gefunden.

## Hintergrund
Die Dreharbeiten wurden in Bad Tölz und auf Mallorca durchgeführt. Sie dauerten vom 21. Juli bis zum 22. August 2008; als Schauplatz für die „Pension Resi“ diente das Hollerhaus Irschenhausen.